# Rio Arc
O Arc é um rio localizado no vale de Maurienne, na Saboia, sudeste de França, e afluente do rio Isère. Nasce a 2770 m de altitude no glaciar de Levannas (ou Sources de l'Arc), na fronteira França-Itália, e junta-se ao rio Isère na comuna de Aiton. Nos seus 127,5 km de comprimento passa por Bonneval-sur-Arc, Bessans, Lanslevillard, Lanslebourg-Mont-Cenis, Bramans, Modane, Saint-Michel-de-Maurienne, Saint-Jean-de-Maurienne e Aiguebelle.